# Young Americans (canção)
"Young Americans" é um single do músico britânico David Bowie lançado em 1975. A faixa está presente no álbum homônimo. A canção foi um grande avanço para Bowie nos Estados Unidos, onde o glam rock nunca se tornara realmente popular fora das grandes cidades. A canção atingiu o n°28 na Billboard Hot 100, sendo, portanto, o segundo maior sucesso de Bowie até aquele momento.
Em 2010,  a canção ficou na posição n°486 na lista das 500 Melhores Canções de Todos os Tempos da revista Rolling Stone. Em 2016, ficou no n°44 da lista de 200 melhores canções dos anos 1970 da Pitchfork.